# اتحادیه علیپور
اتحادیه علیپور (به لاتین: Alipur Union) یک منطقهٔ مسکونی در بنگلادش است که در Satkhira Sadar Upazila واقع شده‌است.